# Aurora Projetos Automobilísticos
Aurora Projetos Automobilísticos Ltda. war ein brasilianischer Hersteller von Automobilen.

## Unternehmensgeschichte
Oduvaldo Barranco gründete 1989 das Unternehmen in Valinhos. Er begann mit der Entwicklung eines Automobils. 1990 präsentierte er einen Entwurf auf einer Automobilausstellung. Der Markenname lautete Aurora. 1993 endete die Produktion. Insgesamt wurden drei Fahrzeuge verkauft. Eine staatliche Quelle kennt Fahrzeuge der Baujahre bis 1993.

## Fahrzeuge
Das einzige Modell 122 C war ein Sportwagen. Das Monocoque bestand aus Kunststoff und Fiberglas. Das Coupé bot Platz für zwei Personen. Ein Motor vom Chevrolet Monza war in Mittelmotorbauweise hinter den Sitzen montiert und trieb die Hinterräder an. Der Hubraum des Motors war von ursprünglich 2000 cm³ auf 2184 cm³ erhöht worden. Er leistete mit Hilfe eines Turboladers 214 PS.